# Ulotrichopus macula
Ulotrichopus macula là một loài bướm đêm trong họ Erebidae.